# Arraial do Retiro
Arraial do Retiro é um bairro brasileiro localizado na cidade de Salvador, na Bahia.É um dos bairros que ficam localizados no "miolo" central da Cidade. Pela regionalização municipal de Salvador, o bairro pertence a Prefeitura-Bairro (PB) VII Cabula/Tancredo Neves, é dividido em duas localidades, arraial de cima, com entrada pela estrada das barreiras e arraial de baixo, com saída pela BR 324.

## Demografia
O bairro possui um total de 8.938 habitantes, sendo que 47,44% são homens e 52,56% são mulheres. Em relação a quantidade de moradores por Cor/Raça, 11,79% se autodenominam Brancos, 33,67% Preta, 1,73% amarela, 52,07 parda e 0,74% indígena. 

## Segurança
Foi listado como um dos bairros mais perigosos de Salvador, segundo dados do Instituto Brasileiro de Geografia e Estatística (IBGE) e da Secretaria de Segurança Pública (SSP) divulgados no mapa da violência de bairro em bairro pelo jornal Correio em 2012. Ficou entre os mais violentos em consequência da taxa de homicídios para cada cem mil habitantes por ano (com referência da ONU) ter alcançado o nível mais negativo, com o indicativo "mais que 90", sendo um dos piores bairros na lista.